# Западная (приток Чакулки)
Западная (устар. Нижняя Чакулка) — река в России, протекает по Котласскому району Архангельской области. Вместе с рекой Северная образует реку Чакулка. Длина реки составляет 11 км.

## Данные водного реестра
По данным государственного водного реестра России относится к Двинско-Печорскому бассейновому округу, водохозяйственный участок реки — Вычегда от города Сыктывкар и до устья, речной подбассейн реки — Вычегда. Речной бассейн реки — Северная Двина.
Код объекта в государственном водном реестре — 03020200212103000024273.